# Lev Grossman
Lev Grossman född 26 juni 1969, är en amerikansk författare och journalist, främst känd för böckerna i Magikerna-serien, som filmatiserats av Syfy. Som journalist har han bland annat skrivit för TIME.

## Karriär

### Journalism
Grossman har skrivit för bland annat The New York Times, Wired, Salon.com, Entertainment Weekly, The Wall Street Journal, och The Village Voice. Han har även suttit i styrelsen för det amerikanska litteraturpriset National Book Critics Circle Award.

### Skönlitteratur
Lev Grossman publicerade sin första roman, Warp, 1997. Den fick ett svalt mottagande av både kritikerkåren och läsare, något som Grossman hanterade genom att skriva förfalskade recensioner under flera olika namn på Amazon. Han berättade senare om det i en essä under namnet "Terrors of the Amazon" på Salon.com. 
Grossmans andra bok, "Codex", publicerades 2004 och blev en internationell bestseller. Det stora genombrottet kom dock med "Magikerna" (2009), som är en fantasyroman om en ung man, Quentin Coldwater, som efter att ha varit besatt av fantasyböcker hela sin uppväxt får reda på att han är magiker. New York Times beskrev den som "en mörk Harry Potter för vuxna". "Magikerna" belönades med flera priser, däribland John W. Campbell Award for Best New Writer. 

### Magikerna-trilogin
- The Magicians (2009)
  - Svensk utgåva Magikerna (2012) i översättning av Helena Sjöstrand Svenn och Gösta Svenn[7]
- The Magician King (2011)
  - Svensk utgåva Magikernas kung (2013) i översättning av Helena Sjöstrand Svenn och Gösta Svenn[8]
- The Magician's Land (2014)
  - Svensk utgåva Magikernas land (2014) i översättning av Helena Sjöstrand Svenn och Gösta Svenn[9]